# Schronisko nad Czarnym Stawem Gąsienicowym
Schronisko nad Czarnym Stawem Gąsienicowym – nieistniejące niewielkie schronisko turystyczne nad Czarnym Stawem Gąsienicowym w Tatrach Polskich.
Obiekt w miejscu wcześniejszego kamiennego schronu wzniósł w 1884 roku Józef Gąsienica-Sieczka, hotelarz i były wójt Zakopanego, a prywatnie syn Macieja, jednego z najbardziej znanych przewodników tatrzańskich. Środki na budowę częściowo pochodziły z pożyczki w wysokości 200 złotych reńskich udzielonej przez Towarzystwo Tatrzańskie, które następnie firmowało schronisko Sieczki swoją nazwą. Powstała wówczas solidna drewniana chata z gankiem od strony jeziora; w środku znajdowały się dwie izby przedzielone sienią. Pierwsza z nich mieściła dwa tapczany, stół i ławki, druga służyła przygotowywaniu posiłków oraz jako pomieszczenie dla gospodarza. Całość miała wymiary 7,10 × 7,12 m. Na kamieniu przed wejściem do schroniska wmurowano tablicę upamiętniającą Adama Asnyka.
Jakość oferowanych przez Sieczkę usług nie była satysfakcjonująca dla Towarzystwa, które wobec licznych skarg turystów już na początku lat 90. XIX wieku zrezygnowało z współpracy z właścicielem obiektu. Prywatne schronisko nazywane gwarowo „Sieckową budą” co do zasady działało jednak dalej, choć niekiedy pozostawało zamknięte lub tymczasowo służyło innym celom. Na początku XX wieku ksiądz Walenty Gadowski wykorzystywał budynek do przechowywania materiałów używanych przy budowie szlaku Orlej Perci. Kilkakrotnie w gronie członków TT zgłaszano pomysły bądź to budowy własnego schroniska nad Czarnym Stawem (1894, 1900) bądź też odkupienia obiektu Sieczki (1904), jednak plany te nie doczekały się realizacji mimo sporządzenia kilku różnych szkiców architektonicznych. Po raz kolejny propozycja budowy pojawiła się po śmierci kompozytora Mieczysława Karłowicza, który w 1909 roku zginął w lawinie na stokach pobliskiego Małego Kościelca. Sporządzono wówczas projekt budowy schroniska w formie dworku polskiego. Ostatecznie z planów tych zrezygnowano po interwencji Sekcji Ochrony Tatr TT oraz na skutek podjętej w 1919 roku decyzji o budowie dużego schroniska „Murowaniec” na pobliskiej Hali Gąsienicowej.
W okresie, kiedy schronisko było już nieczynne, zwiedzili je m.in. Ignacy Paderewski, Bolesław Prus, Henryk Sienkiewicz, Maria Skłodowska-Curie czy Stefan Żeromski. Budynek spłonął w 1920 roku, a co najmniej przez kolejne dwa lata jego pozostałości niszczały nad i w samym Czarnym Stawie.